# Rewolwer saksoński M1873
Reichsrevolver M1873 – rewolwer przyjęty w 1873 roku do uzbrojenia armii Królestwa Saksonii.
Była to powiększona wersja rewolweru S&W Model 2 i w momencie powstania była to już broń archaiczna. Broń była wyposażona w spust okryty (typowy raczej dla broni kieszonkowej) oraz bezpiecznik (element rzadko spotykany w rewolwerach).

## Opis
Rewolwer M1873 był bronią powtarzalną. Szkielet łamany. Po odchyleniu do góry lufy bęben był odłączany od broni. Mechanizm uderzeniowy kurkowy, bez samonapinania, spust okryty, wysuwał się po napięciu kurka. Za kurkiem znajdował się suwakowy bezpiecznik.
M1873 był zasilany z pięcionabojowego bębna nabojowego. Łuski z bębna były usuwane po wyjęciu bębna ze szkieletu. Do usuwania łusek służył trzpień zamocowany pod lufą.
Lufa gwintowana, posiadała siedem bruzd prawoskrętnych.
Przyrządy celownicze mechaniczne stałe (muszka i celownik szczerbinkowy).